# تسلامتر

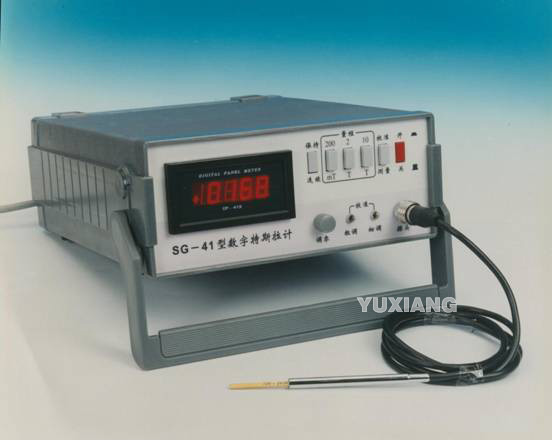
جهاز التسلامتر

التسلامتر (بالإنجليزية: Teslameter)‏ هو جهاز إلكتروني يسمح بقياس شدة الحقل المغناطيسي. يعتمد الجهاز في عمله على ظاهرة فيزيائية اكتشفها العالم إدوين هول تدعى تأثير هول.

## المكونات
يتكون جهاز التسلامتر من :
- مسبار يحتوي على صفيحة من مادة شبه ناقلة تسمى (لاقط هول)، أبعادها صغيرة جداً وهي التي توضع في الموضع الذي نريد تحديد شدة الحقل المغناطيسي فيه.
- جهاز إلكتروني يوصل به المسبار ويحتوي أساساً على منبع تيار مستمر وميلي فولطمتر مدرج مباشرة بالتسلا (T).